# Долга вас (Кочевје)
Долга вас (словен. Dolga vas) је насељено место у општини Кочевје, регија Југоисточна Словенија, Словенија.

## Историја
До територијалне реорганизације у Словенији била је у саставу старе општине Кочевје.

## Становништво
У попису становништва из 2011. године, Долга вас је имала 829 становника.
| Број становника према пописима | Број становника према пописима | Број становника према пописима |
| ------------------------------ | ------------------------------ | ------------------------------ |
| 1991                           | 2002                           | 2011                           |
| 714                            | 740                            | 829                            |

## Галерија
- табла на улазу
- улаз у насеље